# Romance (álbum de Fontaines D.C.)
Romance es el cuarto álbum de estudio de la banda irlandesa Fontaines D.C., publicado por la compañía discográfica XL Recordings en agosto del 2024.

## Lista de canciones
Todas las canciones compuestas por Grian Chatten, Conor Curley, Carlos O'Connell, Conor Deegan y Tom Coll, excepto donde se indique.

| N.º   | Título                      | Duración |  |
| 1.    | «Romance»                   | 2:33     |  |
| 2.    | «Starburster»               | 3:41     |  |
| 3.    | «Here's the Thing»          | 2:43     |  |
| 4.    | «Desire»                    | 3:39     |  |
| 5.    | «In the Modern World»       | 4:26     |  |
| 6.    | «Bug»                       | 3:02     |  |
| 7.    | «Motorcycle Boy»            | 3:42     |  |
| 8.    | «Sundowner»                 | 3:25     |  |
| 9.    | «Horseness Is the Whatness» | 3:07     |  |
| 10.   | «Death Kink»                | 2:23     |  |
| 11.   | «Favourite»                 | 4:16     |  |
| 36:57 |                             |          |  |

## Personal
Fontaines D.C
- Grian Chatten – letras y voz principal (1–7, 9–11), piano, guitarra (5, 7, 10, 11)
- Conor Curley – guitarra, bajo (1, 2), voz principal (8), coros (1, 4, 6)
- Carlos O'Connell – guitarra, mellotrón (1, 2, 5, 8, 9), coros (4, 7, 11), Yamaha Reface (1, 2, 4, 5, 8, 9, 10), letra (9)
- Conor Deegan III – bajo y coros (1–8, 10–11), voz coprincipal (5)
- Tom Coll – batería, percusiones y guitarra (9)

Créditos adicionales
- James Ford – producción, mix, fuzz guitar (1)
- Freddy Woodsworth – arreglos del teclado (2)
- Anthony Cazade – ingeniería
- Animesh Raval – cadena de ingeniería de grabación (2, 4, 5, 9)
- Samuel Borst – asistente de ingeniería
- Carlos O'Connell – dirección de arte
- Texas Maragh – dirección de arte
- Lulu Lin – imágenes de portada[2]